# Aquile sul Pacifico
Aquile sul Pacifico (Flight for Freedom) è un film del 1943 prodotto negli Stati Uniti e diretto da Lothar Mendes.
Il soggetto, che si ispira alla vita dell'aviatrice Amelia Earhart, è di Horace McCoy.

## Trama
Una giovane aviatrice vince diversi trofei internazionali e ha una relazione tormentata con un collega. Alla vigilia della guerra però affronta una missione da cui non farà ritorno.

## Premi e nomination
Premi Oscar 1944
- Nomination migliore scenografia - bianco e nero per Albert S. D'Agostino, Carroll Clark, Darrell Silvera e Harley Miller